# Donald Pettit
Donald Roy Pettit (ur. 20 kwietnia 1955 w Silverton, stan Oregon, USA) – inżynier chemik, amerykański astronauta.

## Wykształcenie oraz praca zawodowa
- 1973 – w Silverton ukończył Union High School.
- 1978 – na Oregon State University uzyskał licencjat z inżynierii chemicznej.
- 1983 – na University of Arizona obronił pracę doktorską z tej samej dziedziny.
- 1984-1996 – był pracownikiem naukowym w Los Alamos National Laboratory w Los Alamos w Nowym Meksyku. Na pokładzie samolotu KC-135, który poruszał się po torze parabolicznym w celu wywołania krótkotrwałego stanu nieważkości,  przeprowadzał eksperymenty dotyczące m.in. dynamiki płynów. Poza tym zajmował się zagadnieniem detonacji oraz analizą gazów wydobywających się z czynnych wulkanów. W 1990 był członkiem Synthesis Group zajmującej się technologiami niezbędnymi do powrotu człowieka na Księżyc oraz załogowego lotu na Marsa.

## Kariera astronauty i praca w NASA

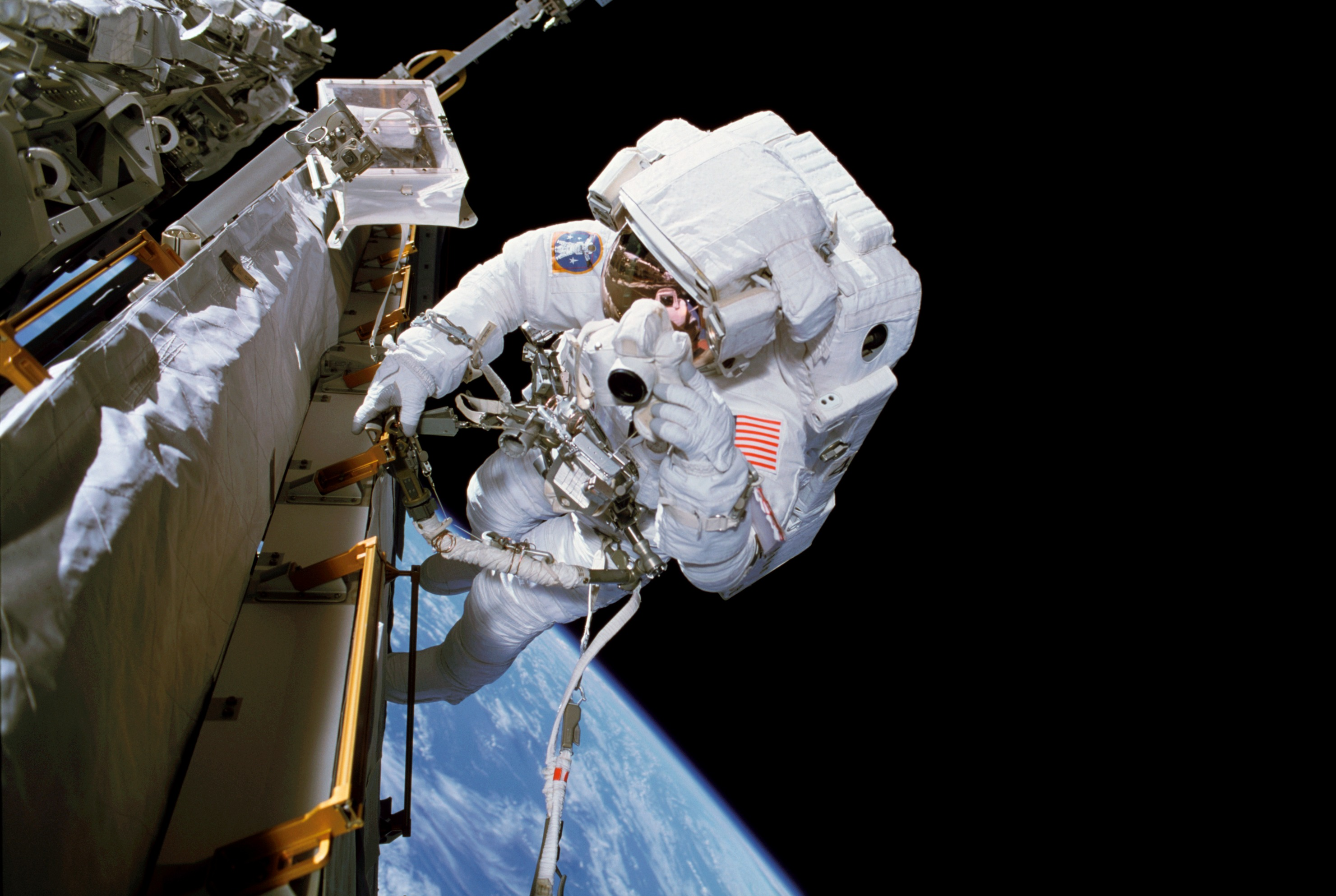
15 stycznia 2003. D. Pettit podczas spaceru kosmicznego.

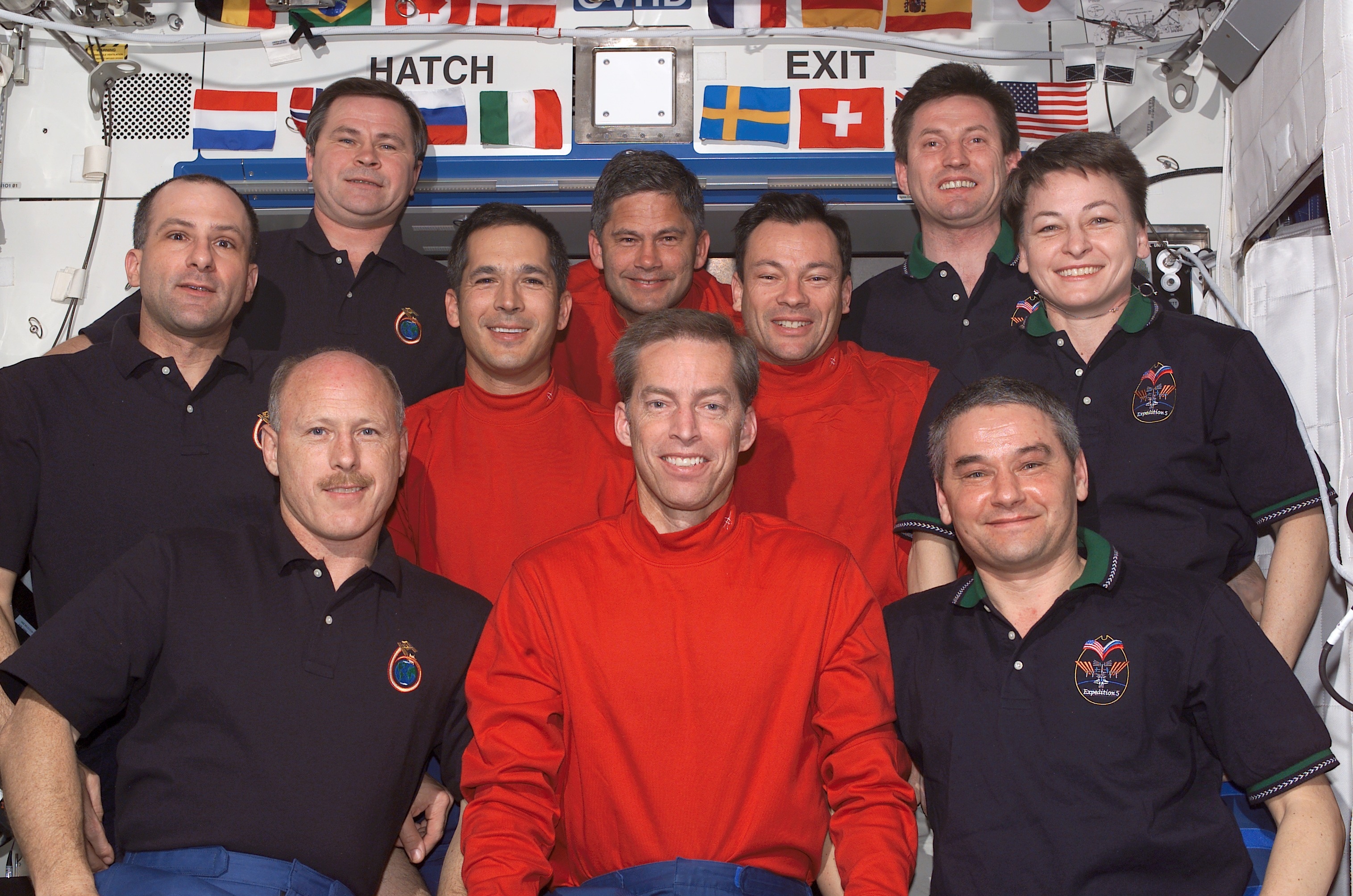
Wspólne zdjęcie załóg Ekspedycji 5 (po prawej) i 6 oraz załogi STS-113 (czerwone koszulki) wykonane w module Destiny. Od lewej w dolnym rzędzie dowódcy poszczególnych załóg: K. Bowersox (E-6), J. Wetherbee (STS-113) i W. Korzun (E-5). W środkowym rzędzie od lewej D. Petit, J. Herrington, M. Lopez-Alegria i P. Whitson. W górnym rzędzie od lewej: N. Budarin, P. Lockhart i S. Treszczow.

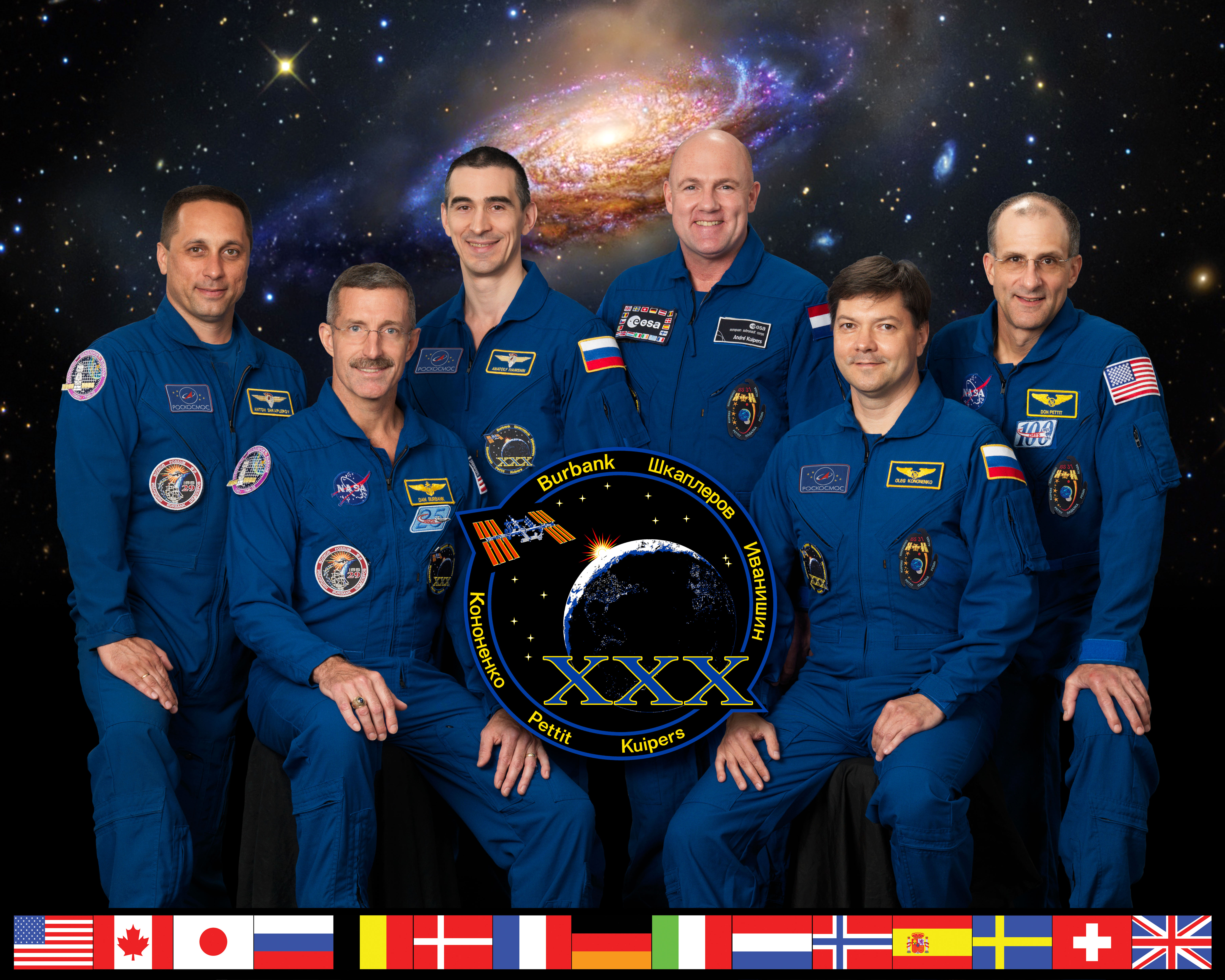
Wspólne zdjęcie Ekspedycji 30. Od lewej: A. Szkaplerow, D. Burbank, A. Iwaniszyn, A. Kuipers, O. Kononienko i D. Pettit

- 1984-1994 – trzykrotnie (1984, 1987 i 1994), bez powodzenia, brał udział w naborach do korpusu astronautów NASA. Za każdym razem kwalifikował się do finałowej grupy, ale jego kandydatura ostatecznie była odrzucana.
- 1996 – 1 maja został wybrany do 16 grupy astronautów NASA, a w sierpniu w Centrum Lotów Kosmicznych imienia Lyndona B. Johnsona rozpoczął szkolenie podstawowe.
- 1998 – po zakończeniu dwuletniego szkolenia uzyskał kwalifikacje specjalisty misji i został skierowany do Computer Support Branch (dział wsparcia komputerowego) Biura Astronautów NASA.
- 2001 – w marcu po raz pierwszy otrzymał przydział do rezerwowej załogi szóstej ekspedycji na Międzynarodową Stację Kosmiczną. Razem z nim szkolenie rozpoczęli Carlos Noriega oraz Saliżan Szaripow.
- 2002-2003 – w lipcu 2002 Pettit zastąpił w załodze podstawowej Donalda A. Thomasa, którego lekarze odsunęli od dalszych przygotowań. W kosmosie znalazł się w listopadzie 2002 na pokładzie promu Endeavour realizującego misję STS-113. Na Ziemię powrócił w maju 2003 na pokładzie Sojuza TMA-1. W grudniu 2003 rozpoczął treningi w składzie rezerwowej załogi Ekspedycji 11, ale po miesiącu zastąpił go Daniel Tani.
- 2007 – w listopadzie został wyznaczony przez NASA do kolejnego lotu kosmicznego. Tym razem zastąpił Joan Higginbotham, która krótko po nominacji odeszła z NASA do sektora prywatnego. Jesienią 2008 miał wystartować na pokładzie wahadłowca Endeavour jako specjalista misji STS-126[1].
- 2008 – w dniach 15–30 listopada na pokładzie wahadłowca Endeavour uczestniczył w misji STS-126.
- 2011 – dekretem Prezydenta Federacji Rosyjskiej Dmitrija Miedwiediewa, № 437 z 12 kwietnia 2011, został odznaczony Medalem „Za zasługi w podboju kosmosu”[2].
- 2011-2012 – od grudnia 2011 do lipca 2012 brał udział w locie Sojuz TMA-03M, będąc jednocześnie inżynierem pokładowym Ekspedycji 30 i 31 na ISS.

## Loty kosmiczne
- STS-113 (Endeavour F-19);   Ekspedycja 6;   Sojuz TMA-1

Start do misji STS-113 nastąpił 24 listopada 2002. Na pokładzie promu Endeavour znajdowała się 7-osobowa załoga. Jej dowódcą był James Wetherbee, a pilotem Paul Lockhart. Jako specjaliści misji uczestniczyli w niej: Michael Lopez-Alegria, John Herrington oraz członkowie załogi Ekspedycji 6 – Kenneth Bowersox, Nikołaj Budarin oraz Donald Pettit. Dzień później wahadłowiec przycumował do stacji kosmicznej. 2 grudnia 2002 Endeavour odcumował, zabierając na Ziemię załogę Ekspedycji 5. Podczas lotu trwającego ponad 5,5 miesiąca Petit dwukrotnie (15 stycznia i 8 kwietnia 2003) wychodził na zewnątrz stacji kosmicznej. Podczas tych spacerów kosmicznych, które trwały ponad 13 godzin Petit i Bowersox dokończyli m.in. montaż jednej z kratownic i zainstalowali na niej oświetlenie oraz wykonywali prace przy sieci energetycznej stacji. 1 lutego astronauci zostali powiadomieni o katastrofie wahadłowca Columbia. 28 kwietnia 2003 do ISS przycumował Sojuz TMA-2 z kolejną stałą załogą stacji, którą tworzyli Jurij Malenczenko i Edward Lu. Po przekazaniu stacji 4 maja 2003 załoga Ekspedycji 6 powróciła na Ziemię. Kapsuła Sojuza TMA-1 z astronautami osiadła w okolicach Torgaju w Kazachstanie, prawie 500 km przed wyznaczonym miejscem lądowania.
Stowarzyszenie Uczestników Lotów Kosmicznych (Association of Space Explorers) przyznało mu Universal Astronaut Insignia za lot orbitalny (nr 426).

## Wykaz lotów
| Loty kosmiczne, w których uczestniczył Donald R. Pettit                     | Loty kosmiczne, w których uczestniczył Donald R. Pettit | Loty kosmiczne, w których uczestniczył Donald R. Pettit | Loty kosmiczne, w których uczestniczył Donald R. Pettit | Loty kosmiczne, w których uczestniczył Donald R. Pettit | Loty kosmiczne, w których uczestniczył Donald R. Pettit                        | Loty kosmiczne, w których uczestniczył Donald R. Pettit |
| Lp.                                                                         | Data startu                                             | Statek kosmiczny                                        | Data lądowania                                          | Statek kosmiczny                                        | Funkcja                                                                        | Czas trwania                                            |
| --------------------------------------------------------------------------- | ------------------------------------------------------- | ------------------------------------------------------- | ------------------------------------------------------- | ------------------------------------------------------- | ------------------------------------------------------------------------------ | ------------------------------------------------------- |
| 1                                                                           | 24 listopada 2002                                       | STS-113 Endeavour F-19                                  | 4 maja 2003                                             | Sojuz TMA-1                                             | Specjalista misji promu, inżynier lotu i pracownik naukowy Ekspedycji 6 na ISS | 161 dni 1 godzina 14 minut i 38 sekund                  |
| 2                                                                           | 15 listopada 2008                                       | STS-126 Endeavour F-22                                  | 30 listopada 2008                                       | STS-126 Endeavour F-22                                  | Specjalista misji                                                              | 15 dni 20 godzin 29 minut i 27 sekund                   |
| 3                                                                           | 21 grudnia 2011                                         | Sojuz TMA-03M Ekspedycja 30                             | 1 lipca 2012                                            | Sojuz TMA-03M Ekspedycja 31                             | Inżynier pokładowy                                                             | 192 dni 18 godzin 58 min i 28 sekund                    |
| Łączny czas spędzony w kosmosie — 369 dni 16 godzin 42 minuty i 33 sekundy. |                                                         |                                                         |                                                         |                                                         |                                                                                |                                                         |